# Wilhelm Heinrich Heraeus
Wilhelm Heinrich Heraeus (* 3. Februar 1900 in Hanau; † 7. Januar 1985 ebenda) war ein deutscher Physiker, Erfinder und Industrieller.

## Leben
Wilhelm Heinrich Heraeus wurde als Sohn des Industriellen Wilhelm Heraeus geboren. Sein Großvater, der Apotheker und Unternehmer Wilhelm Carl Heraeus, hatte 1856 die „Erste Deutsche Platinschmelze W. C. Heraeus“ gegründet, aus welcher der Technologiekonzern Heraeus hervorgegangen ist.
Heraeus studierte Physik sowie Mathematik und Physikalische Chemie an den Universitäten Bonn, Göttingen und München. 1923 wurde er an der Johann Wolfgang Goethe-Universität in Frankfurt am Main mit einer Dissertation zur „Abhängigkeit der thermoelektrischen Kraft des Eisens von seiner Struktur“ zum Dr. rer. nat. promoviert. Im gleichen Jahr heiratete er Else Müller (1903–1987), Tochter eines Hanauer Holzhändlers. Anschließend sammelte er während eines zweijährigen Aufenthalts bei seinem Onkel Charles Engelhard erste praktische Berufserfahrungen bei der Edelmetallfirma Baker & Co. in Newark, N.J., USA, die zum Konzern Engelhard Industries gehörte.
Nach Hanau zurückgekehrt, trat er am 1. Oktober 1925 in die W.C. Heraeus GmbH ein, wurde 1927 in dritter Generation zum Mitglied der Geschäftsleitung bestellt und übernahm die technische Leitung des Unternehmens. Er widmete sich bevorzugt den Fortschritten auf dem Gebiet der Spinndüsen und Dentallegierungen, der Entwicklung von Platinnetzen für die Verbrennung von Ammoniak und der maschinellen Produktion von Quarzglasrohren.
Nach der „Machtergreifung“ durch die Nationalsozialisten trat er zum 1. Mai 1933 in die NSDAP ein (Mitgliedsnummer 2.293.031) und nutzte die wirtschaftlichen Chancen, die das staatliche Bewirtschaftungssystem in der Edelmetallbranche dem Unternehmen bot. Auch der ausgeprägte Antikommunismus der NS-Bewegung traf auf seinen Zuspruch. Auf der anderen Seite war er nicht immer bereit, dem Willen politischer Autoritäten widerspruchslos Folge zu leisten, und erlaubte seiner Belegschaft z. B. bei Luftangriffen, die Schutzbunker früher aufzusuchen, als von Staatswegen erlaubt.
Aufgrund der von den Alliierten schon vor dem Kriegsende beschlossenen „Entnazifizierung“ musste Heraeus im Oktober 1945 seinen Platz in der Geschäftsführung räumen. Seine berufliche Laufbahn setzte er ab Februar 1946 zunächst bei der Heraeus Edelmetalle GmbH Frankfurt/M. in einer Position ohne Führungsverantwortung fort. Die für seine „Entnazifizierung“ zuständige Hanauer Spruchkammer ordnete ihn in ihrem Urteil vom 31. Oktober 1946 in die Gruppe der „Minderbelasteten“ ein. Neben einer Geldstrafe bedeutete dies eine Bewährungsfrist von drei Jahren, während der er keine leitende Funktion ausüben durfte. Daher kehrte Heraeus erst 1949 in seine ursprüngliche Position zurück. Das Entnazifizierungsverfahren und das abschließende Urteil stehen durchaus exemplarisch für die Mehrheit der mittelständischen Unternehmer, die sich mit der NS-Diktatur arrangiert hatten.
Nach dem Wiederaufbau der zerstörten Werksanlagen galt sein besonderes Interesse fortan der Quarzschmelze und der Quarzlampengesellschaft. Mit einem außergewöhnlichen Gespür für technische Innovationen und ihren Möglichkeiten und einem bemerkenswerten Vertrauen in die Kompetenz, Neugier und Kreativität seiner Mitarbeiter differenzierte er das Produktangebot der Quarzschmelze (u. a. medizinische Bestrahlungslampen, optische Geräte und Laborgeräte) wesentlich aus. Zum Wachstum der Sparte in den 1950er- und 1960er-Jahren trugen besonders der hohe Absatz von verschiedenen Infrarotstrahlern, die Entwicklung von Lichtleitfasern für die Kommunikations- und Nachrichtentechnik und das Geschäft mit optischem Quarzglas bei, das Heraeus nun internationaler aufstellte. Er baute die durch den Zweiten Weltkrieg zerrütteten Geschäftsbeziehungen zum Konzern Engelhard Industries in den USA wieder auf, begleitete die weitere Internationalisierung des Quarzgeschäfts aber nicht mehr als Geschäftsführer des Heraeus-Konzerns. Er wechselte 1964 in den Aufsichtsrat der Unternehmensgruppe, dem er bis 1970 als Vorsitzender angehörte.
Das kinderlose Ehepaar Heraeus gründete 1963 die gemeinnützige Dr. Wilhelm Heinrich Heraeus und Else Heraeus-Stiftung (seit 1999: Wilhelm und Else Heraeus-Stiftung). Aufgrund der zunächst sehr unterschiedlichen sozialen, kulturellen und wissenschaftlichen Förderaktivitäten stellten die Finanzbehörden die Gemeinnützigkeit der Stiftung wiederholt in Frage. Daher suchte Heraeus nach einem Weg, den Stiftungszweck inhaltlich präziser auszurichten. Bei einem Meinungsaustausch mit dem Ehepaar äußerte der Karlsruher Physikprofessor und damalige Präsident der Deutschen Physikalischen Gesellschaft (DPG) Werner Buckel den Wunsch nach einer engeren Zusammenarbeit und lief damit bei einem leidenschaftlichen Naturwissenschaftler wie Heraeus die sprichwörtlich „offenen Türen“ ein. Die Stiftung verabschiedete 1972 eine neue Satzung, die als Stiftungszweck „die Grundlagenforschung auf dem Gebiet der Naturwissenschaften“ festschrieb. In den Mittelpunkt ihrer Arbeit rückte nun die Finanzierung und Organisation wissenschaftlicher Seminare auf dem Gebiet der Physik und ihrer Nachbarwissenschaften. Für seine Verdienste um die fruchtbare Zusammenarbeit verlieh die DPG Heraeus 1983 die Ehrenmitgliedschaft.
Heraeus wurde als Student Mitglied und 1962 Ehrenmitglied des Corps Hannovera Göttingen.